# Francesco Bussi

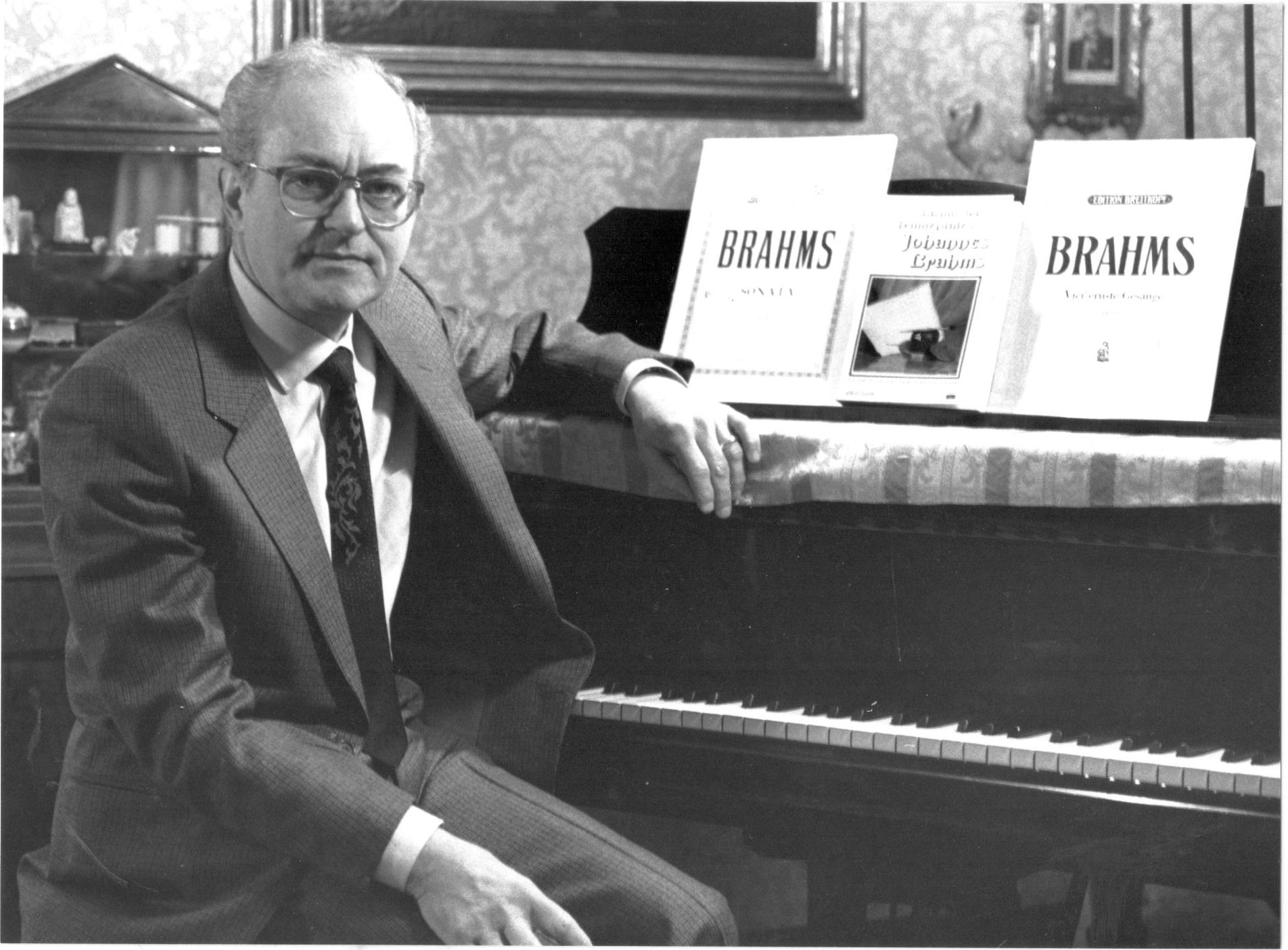
Francesco Bussi, musicologo piacentino

Francesco Bussi (Piacenza, 14 settembre 1926) è un musicologo italiano.

## Biografia
Francesco Bussi, musicologo piacentino, è laureato in lettere classiche (Università Cattolica del Sacro Cuore di Milano), diplomato in pianoforte, in paleografia musicale, in composizione corale. Sposato con Maria Villa, ha due figli, Gianandrea e Maria Ludovica.
Allievo di Vittore Pisani per la glottologia, di Raffaele Cantarella per il greco antico e la relativa letteratura, di Luigi Sorrento per la letteratura francese, di Alberto Castelli per la letteratura inglese, di Aristide Calderini per la storia romana, di Carlo Grünanger per la filologia germanica, di Mario Apollonio per la letteratura italiana, di Giulio Cesare Paribeni per il contrappunto, di Gemma Cappelletto, Enzo Calace e Gino Tagliapietra per il pianoforte, avviato alla musicologia da Guglielmo Barblan, Federico Mompellio e Giulio Confalonieri, ha insegnato Storia ed Estetica della musica nei Conservatori "G. Nicolini" di Piacenza e "A. Boito" di Parma.
È Membro emerito dell'American Musicological Society, Membro effettivo della Deputazione di Storia patria per le Province parmensi, Socio onorario del Rotary Piacenza-Farnese, critico musicale del quotidiano “Libertà” di Piacenza, fu tra i soci fondatori della Società Italiana di Musicologia. Fra i suoi riconoscimenti, anche il Premio internazionale 'Luigi Illica', la Medaglia di benemerenza della Real Casa di Borbone-Parma, il S. Antonino d'oro e il Piacentino benemerito.

## Saggi critici e storico-musicali
Le sue ricerche riguardano principalmente la paleografia musicale gregoriana, la polifonia profana del ‘500, la musica sacra di Francesco Cavalli, la storia musicale di Piacenza nei suoi molteplici aspetti dal Medioevo al ‘900 (indagata sia in saggi autonomi, sia entro la monumentale Storia di Piacenza), la produzione strumentale e vocale di Brahms.
Ha istituito i Monumenti Musicali Piacentini e Farnesiani e pubblicato volumi, saggi su riviste quali “Studi Musicali”, “Collectanea Historiae Musicae”, “Rivista Italiana di Musicologia”, “Rivista Internazionale di Musica Sacra”, “Nuova Rivista Musicale Italiana”, “Archivio Storico per le Province Parmensi”, “Bollettino Storico Piacentino”, “Ricordiana”, “Musica d'Oggi”, “ La Cartellina”, ecc., nonché voci per le enciclopedie Ricordi, Rizzoli - Ricordi, Die Musik in Geschichte und Gegenwart, The New Grove Dictionary of Music and Musicians, Dizionario Enciclopedico Universale della Musica e dei Musicisti, Dizionario Biografico degli Italiani, The New Grove Dictionary of Opera, Dizionario Biografico Piacentino, Strenna Piacentina ecc.
Ha curato la versione italiana dei volumi II, IV e V della New Oxford History of Music e dei libretti di Die Feen, Das Liebesverbot, Die Hochzeit di Wagner, e le edizioni critiche di musica di Girolamo Parabosco (Madrigali e Ricercari), Gabriele Villani (Toscanelle), Gasparo Villani (Gratiarum actiones), Francesco Cavalli (Requiem, Sei pezzi vocali sacri inediti, Vespero della B.V. Maria , Vespero delle Domeniche, Vespero delli cinque Laudate), Giuseppe Allevi detto “Piacenza” (Monodie, Duetti, Terzetti, Quartetti, Dialoghi spirituali, Messa dei morti, Litanie della B. Vergine, Sonate a tre).
Fra gli editori dei suoi lavori: Accademia Nazionale di S. Cecilia, Biblioteca Storica Piacentina, Curci, Deputazione di Storia patria per le Province parmensi, ERI- Mondadori, Feltrinelli, Festival dei Due Mondi, Istituto Culturale Rotariano, Istituto Editoriale Italiano, Istituto della Enciclopedia Italiana, Istituto per la Storia del Risorgimento, Le Monnier, LIM, Morcelliana, Newton & Compton, Olschki, Scheiwiller, Suvini Zerboni, Teatro alla Scala, UTET, Vita & Pensiero, Archives sonores de la Musique sacrée (Parigi), Bärenreiter (Kassel-Basilea), Macmillan (Londra), ecc.
In particolare su Johannes Brahms ha pubblicato: La Musica strumentale di Johannes Brahms (pianistica, sinfonica, cameristica), Lucca, LIM, 2/2008; Tutti i Lieder di Johannes Brahms per voce e pianoforte (con la traduzione dal tedesco di tutti i 302 testi poetici), Lucca, LIM, 3/2007; Brahms dopo Brahms, Tracce panoramiche di una discendenza e di un'eredità, Lucca, LIM, 2009. Tutti i duetti e i quartetti vocali con pianoforte di Johannes Brahms (testi in tedesco a fronte), Lucca, LIM, 2014. Il Brahms ritrovato. Tutte le composizioni sacre e profane polifoniche, Lucca, LIM, 2016.
Ha partecipato al film "...addio del passato..." di Marco Bellocchio.
Hanno recensito i suoi scritti Franco Abbiati, Riccardo Allorto, Guglielmo Barblan, Laura Callegari Hill, Lionello Cammarota, Marcello Conati, Giulio Confalonieri, Mariangela Donà, Celestino Eccher, Enrico Fubini, Giuseppina La Face Bianconi, Sergio Martinotti, Marina Mayrhofer, Massimo Mila, Piero Mioli, Leonardo Pinzauti, Anna Rastelli, Sergio Sablich, Piero Santi, Claudio Sartori, Erasmo Valente, Giorgio Vigolo, Marco Beghelli; e Friedrich Blume, Nanie Bridgman, Solange Corbin, Walther Dürr, Imogen Fellinger, Ludwig Finscher, Harry B. Lincoln, Friedrich Lippmann, H. Colin Slim, Wolfgang Witzenmann.
Riccardo Bacchelli scrisse circa la monografia Umanità e arte di Gerolamo Parabosco, madrigalista, organista e poligrafo: “L'inquadramento storico nella vita e coltura dell'epoca, il caratteristico e l'interessante, anche biografico, della figura del Parabosco, mi sembrano vividi, chiari, ben caratterizzati e a lume di ottima critica estetica e storica... Il Suo è un lavoro ben pensato e ben fatto, utile alla storia della coltura e dell'arte italiana in genere”.
Pregiarono gli studi su Brahms anche Carlo Maria Giulini: “ La profondità di penetrazione della sua analisi e la ricchezza delle informazioni e citazioni illuminano ogni pagina, e fanno di questo testo un'importante fonte di informazione per musicisti e per tutti gli appassionati di musica. Oltre a questo c'è nel suo scritto quell'elemento essenziale, per chi serve la musica attraverso il suono o con la parola, che è l'amore” ; e Gianandrea Gavazzeni: “ Ho letto il Suo libro: è un lavoro di primissimo ordine sulla musica strumentale di Brahms”.
Per altre eventuali notizie, si vedano gli articoli ”Bussi Francesco” in Dizionario Enciclopedico Universale della Musica e dei Musicisti (Torino, UTET), Die Musik in Geschichte und Gegenwart (Kassel-Basilea, Baerenreiter), The New Grove Dictionary of Music and Musicians (Londra, Macmillan); nel Riemann Musiklexikon (Magonza, B. Schott's Söhne), nelle Enciclopedie Ricordi e Rizzoli-Ricordi, nella Garzantina della musica, ecc..
Addenda (cernita):
- ·        Alcuni maestri di cappella e organisti della Cattedrale di Piacenza, 1956.
- ·        L’Antifonario-Graduale della Basilica di S. Antonino, Biblioteca Storica Piacentina, vol. 27°, 1956.
- ·        Francesco Cavalli, Messa Concertata, Archives sonores de la musique sacrée, Parigi 1960.
- ·        L’opera veneziana dalla morte di Monteverdi alla fine del Seicento, in Storia dell’opera, UTET, Torino, 1966.
- ·        Piacenza. Archivio del Duomo. Catalogo del fondo musicale, Istituto Editoriale Italiano, Milano 1967.
- ·        La Musica, in Storia di Piacenza, dal Medioevo al Novecento II, Deputazione di Storia patria-Tipleco 1980-2002.
- ·        Jules Massenet e altri per la musica della ‘Festa dei fiori’ al Collegio S. Agostino di Piacenza, in “Bollettino Storico Piacentino”, gennaio-giugno 1995.
- ·        Brahms: il problema della sinfonia, in Gli anniversari musicali del 1997, Centro culturale Rosetum, Milano 1997.
- ·        Una piacentina consegnata alla storia: Benedetta Rosamunda Pisaroni, ‘regina dei contralti’, in Palazzo Rota-Pisaroni, Fondazione di Piacenza e Vigevano, Piacenza 2009.
- ·        Due contributi alla Storia della Diocesi di Piacenza, voll. II e III, Morcelliana, Brescia 2009-2010.
- ·        ‘Pier Luigi Farnese’ di Arrigo Boito (Tobia Gorrio) e Costantino Palumbo. Saggio storico-critico su un dramma lirico ambientato a Piacenza, in “Bollettino Storico Piacentino”, luglio-dicembre 2010.
- ·        A proposito di Anna Girò (Giraud), ‘prima donna’ di Vivaldi, in “Nuova Rivista Musicale Italiana”, gennaio-marzo 2012.

Saggi in onore e in memoria di:
- ·        Ricordi di Gino Tagliapietra, in “Ricordiana”, 1955.
- ·        Il cantore spagnolo Pietro Valenzola e i suoi madrigali italiani, in Studi di musicologia in onore di Guglielmo Barblan, Olschki, Firenze 1966.
- ·        Amilcare Zanella, musicista piacentino, emulo di Busoni e paladino di Rossini, in Studi storici in onore di Emilio Nasalli Rocca, Deputazione di Storia patria, Piacenza 1971.
- ·        Ricordo di Giulio Confalonieri, in Parole e Musica, Omaggio a Giulio Confalonieri, Scheiwiller, Milano 1994.
- ·        Un’anomala, irripetibile stagione musicale piacentina: i concerti del Circolo della Galleria d’arte ‘Giuseppe Ricci Oddi’, in Cose piacentine d’arte offerte a Ferdinando Arisi, Tipleco, Piacenza 2005.
- ·        Degno di miglior sorte: il compositore piacentino Giuseppe Ferranti, in Affetti musicali. Studi in onore di Sergio Martinotti, Vita & Pensiero, Milano 2005.
- ·        Musica e musicalità dei duchi Farnese nell’ottica dei ‘Monumenti Musicali Piacentini e Farnesiani’, in Studi in onore di Alberto Spigaroli, Tipleco, Piacenza 2007.

Ultime sue fatiche editoriali originali sono:
- ·        Cinquant’anni di opera al Teatro Municipale di Piacenza, Azzali, Parma 2018.
- ·        “Nicolini”: da scuola e liceo musicale a conservatorio di musica nelle memorie di un fedelissimo, in “Per l’istruzione e il raffinamento dell’arte”, I 180 anni del Conservatorio “G. Nicolini” di Piacenza, LIM, Lucca 2020.

Versioni dal tedesco con prefazione o postfazione:
- ·        Arnfried Edler, Robert Schumann, Ricordi-LIM, 2016 – Dietrich Fischer Dieskau, Claude Debussy e il suo mondo, Unicopli, Milano 2019 – Paul Bekker, Beethoven, LIM, Lucca 2020. In preparazione: Jürgen Schebera, Kurt Weill, Unicopli - Alfred Einstein, Da Schütz a Hindemith, LIM - Eduard Hanslick, Da Tempi recenti e recentissimi, LIM -

Oltre a sparse nugae, conferenze su argomenti disparati, note e chiose su riviste e quotidiani, programmi di sala, etc.